# Ugo Turriani
Ugo Turriani (Lodé, Nuoro, Sardinië, 1 januari 1919  – Milaan, 25 juni 1987) was een Italiaans componist, muziekpedagoog, dirigent en hoornist.

## Biografie
Turriani studeerde aan het Conservatorio di Musica "Giovan Battista Martini", Bologna en aan het Conservatorio "Giuseppe Verdi" (Milaan), in Milaan hoorn, compositie en HaFa-directie (harmonie en fanfare). Zijn studies voltooide hij bij Hermann Scherchen en Herbert Albert in Duitsland.
Hij was docent en later professor aan het Conservatorio "Niccolò Paganini", Genua en ook aan het Conservatorio "Giuseppe Verdi" (Milaan). Turriani is auteur van en boek over instrumentatie voor harmonieorkest Strumentazione per Banda. In de jaren 1960 was hij ook dirigent van de Civica Banda Musicale in Milaan.

## Composities

### Werken voor harmonieorkest
- 1980 Echi d'Etruria, symfonisch gedicht
- Canzianella